# 佐敦·伊比
佐敦·伊比（英語：Jordon Ibe，1995年12月8日—）出生於伯蒙德西，是一名英格蘭職業足球員，司職翼鋒。他現時效力英格蘭足球全國聯賽南球會埃布斯弗利特联。

## 球會

### 查爾頓
伊比曾在查爾頓青年隊當上學徒4年。但在2007被釋出。

### 韋甘比
2007年，伊比12歲的時候加盟韋甘比青年隊。
伊比的一線隊處子秀在2011年8月9日完胜科爾切斯特聯，作為一個額外時間的替補，當時他15歲244天。

### 利物浦
2011年12月12日，據報導，伊比與英超球隊利物浦簽約前期合同。12月20日，利物浦簽下16歲的伊比，無透露轉會費。他加入18歲以下的青年隊。
2013年3月16日，伊比在利物浦與南安普顿的英超比赛中首次在比賽名單中，但沒有上場。两个月后，伊比在本赛季的最后一场比赛中上演英超首秀，首发出场并助攻库蒂尼奥攻入对阵女王公园巡游者的唯一进球。他在第 63 分钟被博里尼换下。
在2013-14赛季，伊比被分配了谢尔威空出的33号球衣。他在8月27日首次上陣，作為正選上場120分钟，協勝利物浦在联赛杯第二轮加时赛后以4-2击败諾士郡。2014年2月8日，他在第76分钟替补出场，在主场以5-1击败阿森纳的比赛中第二次出场。
2014年2月21日，他被租借到英冠俱乐部伯明翰城直到赛季结束。他出场11次，在3-2击败米尔沃尔的比賽中第一個入球，并参与了保罗·卡迪斯在本赛季最后一天的补时阶段进球，导致 2- 2 战平博尔顿流浪者，将伯明翰从降级到联赛一中拯救出来。[19]
2014 年 8 月 29 日，伊比租借加盟德比郡一个赛季。[20]在为德比出场 24 次打进 5 球后，他于 2015 年 1 月 15 日被利物浦召回。 [21] 2 月 7 日，他在对阵埃弗顿的默西塞德郡德比中完成了本赛季的首次英超联赛首发，在那场比赛中，他的一脚射门击中了立柱内侧，并被评为本场最佳球员。 [22]三天后，他在利物浦 3-2 战胜托特纳姆热刺的联赛中首发出场，并参与了他们的第三个和赢得比赛的进球的准备。 [23]伊贝赢得了一个后期点球，马里奥·巴洛特利（Mario Balotelli）转换为在安菲尔德举行的欧罗巴联赛中以 1-0 击败贝西克塔斯。 [24] 4 月 13 日，他在 2-0 战胜纽卡斯尔联的比赛中伤愈复出，并打了大约一个小时。[25][26]
2015 年 5 月 21 日，伊比与利物浦签订了一份长期合同，[27] 据报道是一份为期五年的合同。 [28]
2015 年 11 月 5 日，伊贝在欧联杯小组赛中客场 1-0 战胜喀山鲁宾，打进了他的第一个利物浦进球。 [29]在第 18 分钟替换受伤的菲利普·库蒂尼奥后，他在第 37 分钟打进唯一进球，帮助利物浦在 2016 年 1 月 5 日联赛杯半决赛首回合在不列颠尼亚体育场击败斯托克城。 [30]伊贝在本赛季最后一天以 1-1 战平西布罗姆维奇的比赛中打进了他的第一个英超联赛进球。 [31]